# Tesla Semi

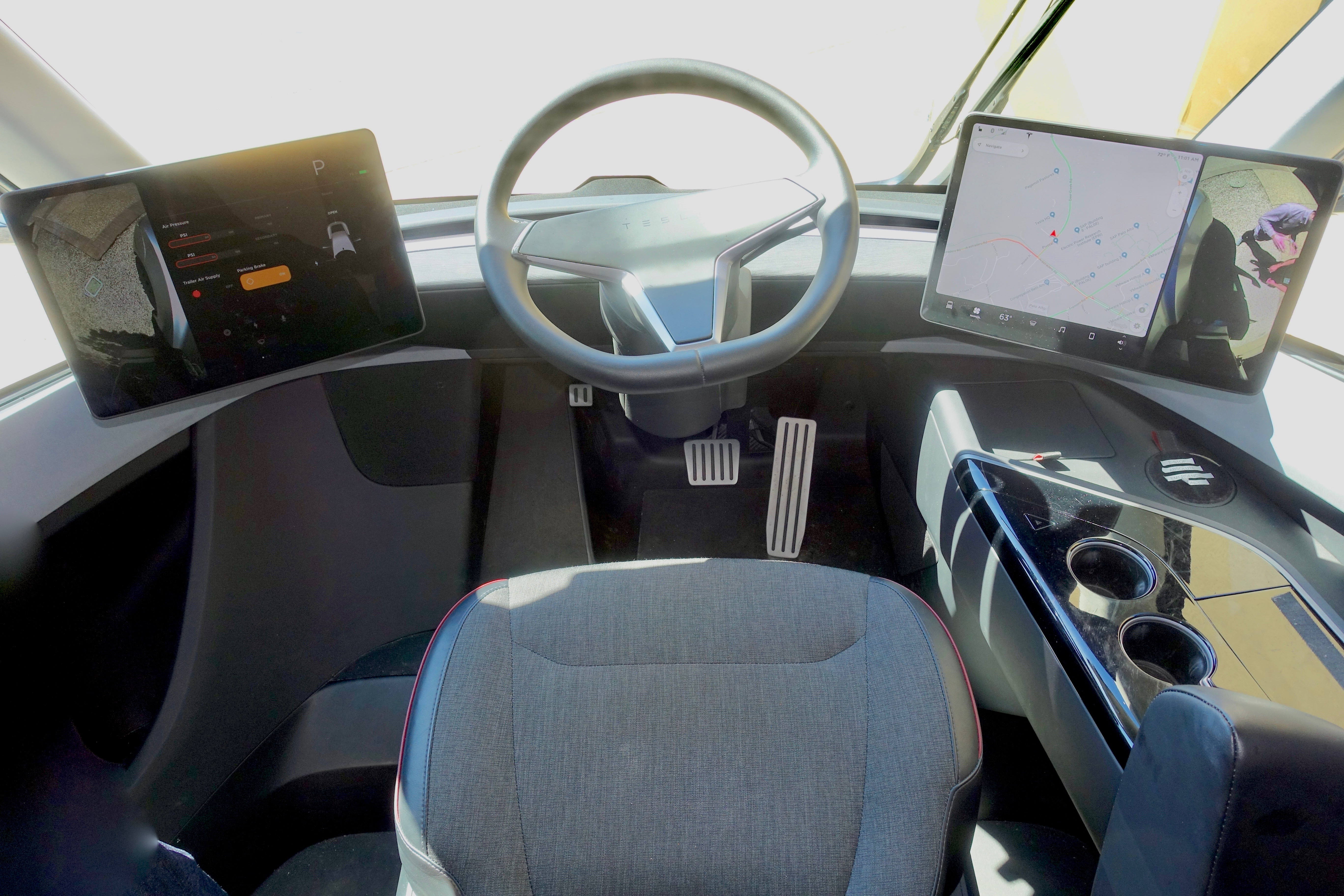
Cockpit del Semi

Il Tesla Semi è un trattore stradale di classe 8 a propulsione elettrica, dotato di batteria agli ioni di litio ricaricabile, prodotto a partire dagli inizi d'ottobre 2022.

## Profilo e contesto

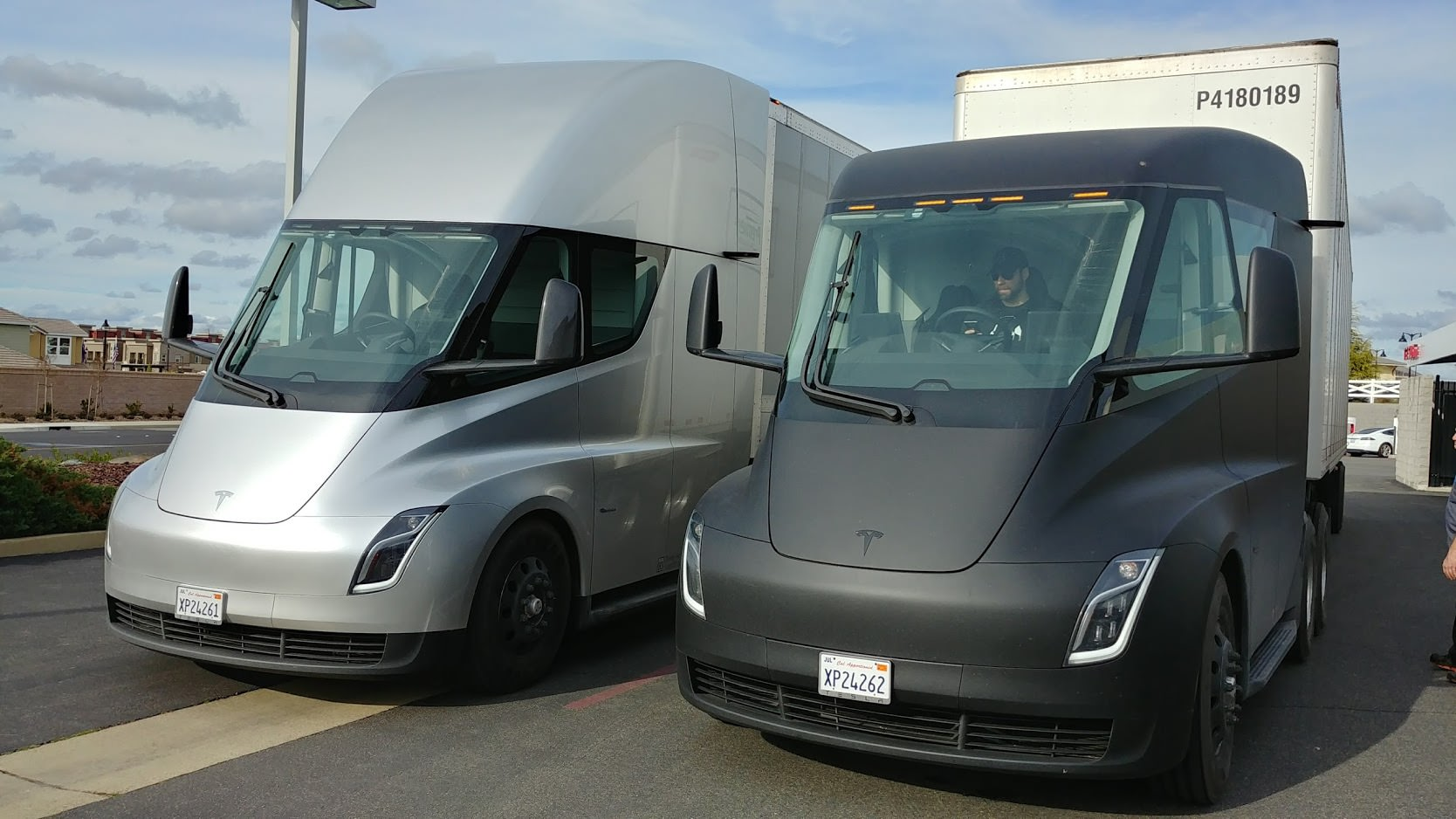
Vista laterale

Sviluppato e progettato da parte di Tesla dal 16 novembre 2017, è presentato insieme al progetto del Tesla Megacharger, il sistema di ricarica che verrà usato dal Semi.
Primo autocarro prodotto dall'azienda californiana, inizialmente secondo i piani di Tesla la produzione sarebbe dovuta partire alla fine del 2021, ma è stata ritardata a causa di problemi d'approvvigionamento per le batterie, per poi cominciare nei primi giorni d'ottobre 2022.

## Prestazioni
Spinto da 3 motori indipendenti da 740 kW (1 000 CV), l'azienda dichiara un'autonomia fino a 800 km e un consumo di meno di 1,2 kW⋅h/km; ciò si tradurrebbe in un risparmio fino a 200 000 $ nei consumi rispetto agli autocarri diesel nell'arco di 3 anni, prendendo a riferimento i prezzi californiani dell'energia del 2022.